# Cairo islamic

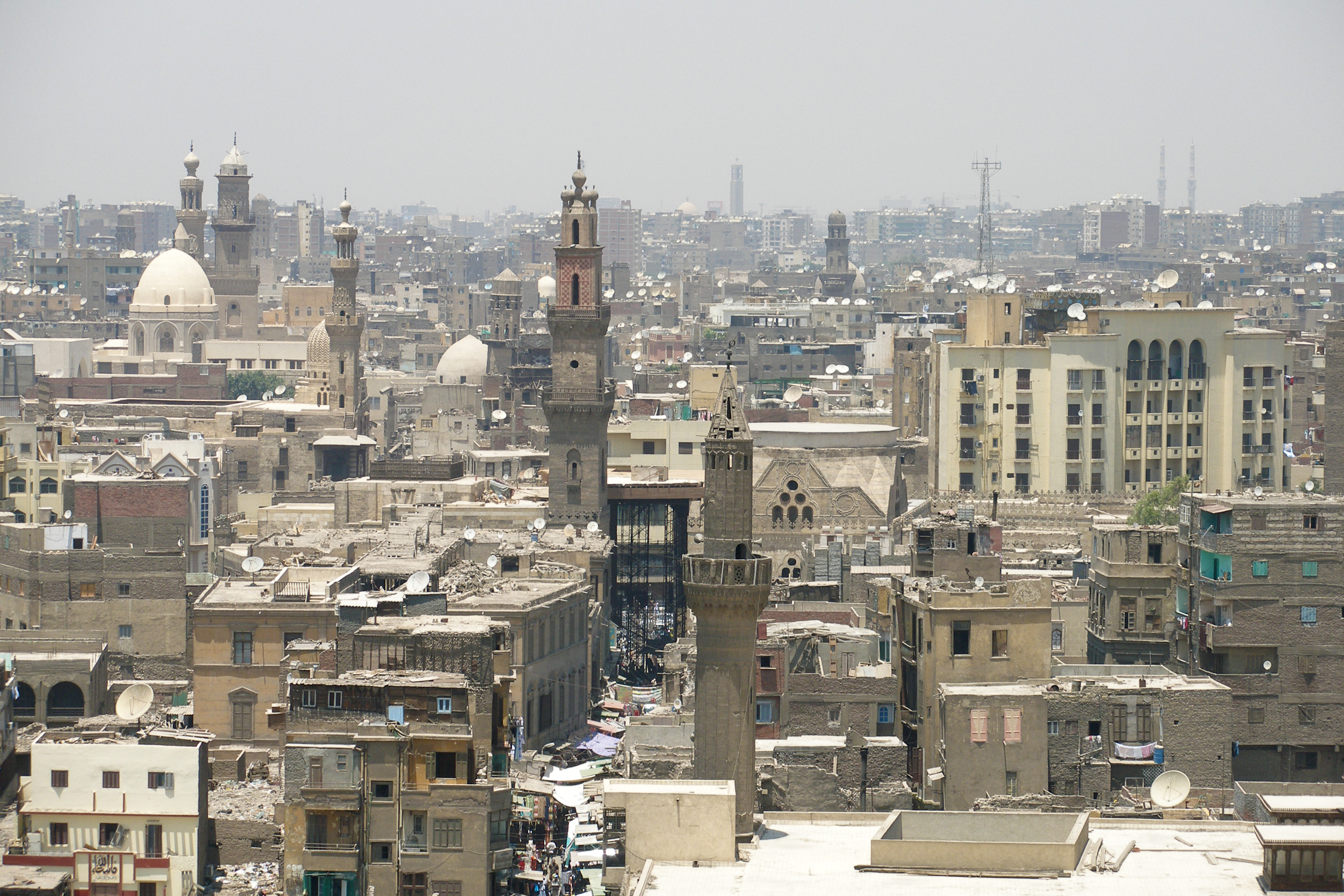
Cairo islamic

Cairo islamic este aceea parte din centrul vechi al orașului Cairo ce corespunde perioadei medievale. Cairo islamic cuprinde faimoasele monumente islamice din perioada medievală, printre care moscheile și Citadela din Cairo.

## Istorie
Cairo islamic a fost întemeiat în secolul al X-lea de către califii fatimizi. De atunci, de-a lungul Evului Mediu, conducătorii Egiptului au construit numeroase moschei.
Între anii 1176-1183 sultanul Saladin a construit o măreață citadelă ce înconjoară o parte din oraș. Citadela cuprindea palate, ziduri, turnuri de apărare și moschei.
Între anii 1830-1848 guvernatorul otoman Muhammad Ali a construit Moscheea de Alabastru, una dintre cele mai mari și mai celebre moschei din oraș.

## Atracții
În prezent, Cairo islamic cuprinde mai multe atracții:
- Moscheea lui Al-Hakim;
- Complexul lui Qalawun;
- Moscheea Al-Azhar;
- Moscheea lui al-Mu'ayyad;
- Moscheea Sultanului Hassan;
- Moscheea lui Ibn Tulun;
- Moscheea Al-Rifai;
- Moscheea de Alabastru;
- Citadela din Cairo etc.